# Terminator Genisys
Terminator Genisys è un film del 2015 diretto da Alan Taylor.
Quinto capitolo del franchise di Terminator, il film agisce come reboot della serie, alterando gli eventi del primo film; ciononostante, esso vede il ritorno di Arnold Schwarzenegger nel ruolo del Terminator, mentre gli altri protagonisti sono interpretati da Jason Clarke, Emilia Clarke e Jai Courtney.

## Trama
Il 29 agosto 1997 il mondo subisce l’apocalisse nucleare scatenata da Skynet, un’intelligenza artificiale militare. Nel 2029, i pochi sopravvissuti, guidati da John Connor, riescono a ribaltare le sorti della guerra contro le macchine.
In un ultimo tentativo di vittoria, Skynet invia nel passato un Terminator T-800 con l’obiettivo di uccidere Sarah Connor, madre di John, prima che lui possa nascere. Gli umani reagiscono inviando a loro volta il soldato Kyle Reese per proteggerla. Durante la partenza, Kyle vede John attaccato da un Terminator e, nel viaggio temporale, acquisisce ricordi di un passato alternativo in cui non c’è mai stato il Giorno del Giudizio, ma in cui un programma chiamato Genisys è in realtà Skynet.
Il T-800 di Skynet arriva a Los Angeles nel 1984, ma viene affrontato e distrutto da un altro T-800 più anziano nell’aspetto. Kyle atterra nello stesso periodo, ma viene subito preso di mira da un T-1000 sotto copertura da poliziotto. Dopo essere stato arrestato, viene salvato da Sarah Connor, già addestrata e consapevole di tutto. Sarah rivela che il suo passato è stato alterato: nel 1973 un T-800 l’ha salvata da bambina da un T-1000, diventando il suo protettore. Insieme al “Guardiano” (così chiama il T-800 anziano), eliminano il T-1000 in una fabbrica con acido.
Usando il chip di un Terminator distrutto, il Guardiano completa una macchina del tempo. Sarah e Kyle viaggiano al 2017 per impedire l’attivazione di Genisys. Kyle spiega che il nuovo Giorno del Giudizio non avverrà nel 1997 ma in quell’anno. Giunti nel futuro, vengono arrestati e in ospedale incontrano John Connor, che però si rivela essere stato trasformato da Skynet in un T-3000, un ibrido uomo-macchina. John lavora in segreto con la Cyberdyne per completare Genisys.
Con l’aiuto dell’agente O’Brien, Sarah, Kyle e il Guardiano si infiltrano nella Cyberdyne. Dopo uno scontro con il T-3000, riescono a rinchiuderlo nella macchina del tempo incompleta. Il Guardiano si sacrifica per fermarlo mentre l’esplosione distrugge l’edificio e Genisys.
Il Guardiano sopravvive, ora potenziato con metallo liquido come un T-1000. Sarah e Kyle incontrano il giovane Kyle Reese e gli trasmettono il messaggio chiave per il futuro. Con Skynet apparentemente distrutta, sono liberi di vivere la loro vita.
Nella scena dopo i titoli di coda si scopre che il nucleo di Genisys, nascosto in una camera sotterranea, è sopravvissuto.

## Produzione
Terminator Salvation avrebbe dovuto segnare l'inizio di una nuova trilogia, tuttavia la produzione di un quinto film fu bloccata da problemi legali e dal fatto che la Halcyon, società detentrice dei diritti del franchise di Terminator, dichiarò bancarotta appellandosi al Chapter 11 della legge fallimentare statunitense (procedura di riorganizzazione per bancarotta protetta). Per acquistare il franchise, la Halcyon nel 2007 chiese un prestito di 30 milioni di dollari a un hedge-fund chiamato Pacificor. Poco dopo cominciò la produzione di Terminator Salvation, pellicola su cui si contava molto in termini di guadagno. Ma poco prima dell'uscita del film, nel maggio 2009 cominciarono i primi guai legali per la compagnia, che venne citata in giudizio da uno dei produttori del film, per frode e violazione di patti contrattuali. I risultati al botteghino non soddisfacenti del film posero in difficoltà economica la Halcyon, che di conseguenza portò in giudizio la Pacificor accusandola di aver tentato di mandarla in rovina per poterle sottrarre i diritti del franchise. Alla fine di settembre 2009, fu annunciato che i diritti della serie erano nuovamente in vendita mentre la Halcyon Company cercava di risollevarsi dalla bancarotta. A fine ottobre 2009 la Halcyon annunciò di voler mettere all'asta i diritti del futuro materiale di Terminator, valutati almeno 60-70 milioni di dollari, ma l'unica offerta pervenuta fu quella del regista Joss Whedon per un importo di $10.000.
Nel dicembre 2009, la Halcyon ha rilasciato un comunicato dicendo che stavano cercando di individuare diverse opzioni, inclusa la vendita e il rifinanziamento dei diritti, con un annuncio sull'esito non più tardi del 1º febbraio 2010. L'8 febbraio si tenne l'asta per i diritti di Terminator. Dopo le offerte separate degli studios Sony Pictures e Lions Gate Entertainment, Pacificor, il fondo speculativo che aveva spinto la Halcyon alla bancarotta, raggiunse l'accordo per 29,5 milioni di dollari. Visto che la Pacificor non è una casa di produzione ma un hedge-fund, nel maggio 2010, aveva incaricato un'agenzia di vendere i diritti del marchio. Quando nell'aprile 2011 Arnold Schwarzenegger legò il suo nome al pacchetto che la Pacificor stava facendo circolare tra gli studios hollywoodiani, Lionsgate, Sony e Universal Pictures si mostrarono interessate al progetto, essendo disposte a sborsare 25 milioni di dollari. Il prezzo d'acquisto totale invece si aggirava intorno ai 36 milioni, escluso il cachet di Schwarzenegger. Alla fine la contesa per i diritti di Terminator fu vinta a Cannes dalla Annapurna Pictures di Megan Ellison, compagnia indipendente che aveva fatto a Pacificor un'offerta migliore di quella di Lionsgate, senza neppure avere un accordo per la distribuzione. Il prezzo originale pagato per la realizzazione di tre film è stato poi abbassato, visto che lo studio riuscirà a realizzare solamente due pellicole entro il 2019, anno in cui i diritti torneranno nelle mani di James Cameron, con cui lo studio ha avuto diversi incontri, senza però essere coinvolto nella produzione, alla quale ha però consigliato di restare fedeli all'idea di Schwarzenegger come figura del Terminator. Il 3 dicembre 2012 Megan Ellison decise di assumere il fratello David come partner creativo e finanziario. Il 17 gennaio 2013 vennero assunti Laeta Kalogridis e Patrick Lussier per realizzare la sceneggiatura del quinto capitolo della saga. A giugno la Paramount Pictures entrò ufficialmente in trattative per l'acquisizione dei diritti di distribuzione del film, divenendo dopo pochi giorni anche uno degli studi finanziatori del film arrivando a contribuire a un terzo del budget della pellicola, stimato a 155 milioni di dollari. Con un comunicato stampa congiunto, il 28 giugno Annapurna Pictures, Skydance Productions e Paramount Pictures annunciarono la data di uscita nei cinema e che Terminator Genisys, sarebbe stato il primo capitolo di una trilogia a sé stante e che fungerà da reboot. Dopo quasi tre anni da quando la Annapurna Pictures acquistò i diritti di sfruttamento della serie di Terminator, Megan Ellison nel gennaio 2014 ha deciso di abbandonare il ruolo di co-finanziatore del film per continuare a produrre nuove pellicole indipendenti, rimanendo comunque coinvolta nel progetto come produttrice esecutiva.

### Sceneggiatura
Prima che il sesto capitolo venisse concepito e diventasse il terzo film ufficiale della serie, con James Cameron coinvolto come produttore, Cameron stesso ha detto che questo quinto film poteva essere considerato il vero sequel di Terminator 2 - Il giorno del giudizio, che finiva con l'apparente distruzione di Skynet. Dunque se non vengono presi in considerazione gli eventi di Terminator 3 - Le macchine ribelli e Terminator Salvation, non c'è continuità tra i tre film.
La nuova storia viene giustificata con l'introduzione di una nuova linea temporale, generata a causa di un altro viaggio nel passato che ha sconvolto gli avvenimenti che sarebbero avvenuti nel 1984.
Gli sceneggiatori Laeta Kalogridis e Patrick Lussier hanno accennato al fatto che Skynet (Matt Smith) proviene da un'altra linea temporale del multiverso di Terminator. Ciò vuol dire che gli eventi di tutti i film e serie TV sono validi, ma in linee temporali diverse e alternative tra loro.
Inoltre nel fim viene fatto intuire che i viaggi nel tempo nel passato non cancellano il futuro d'origine, ma ne creano uno alternativo.

### Regia
Nel dicembre 2009, durante un commento dal vivo su BD-Live, la piattaforma interattiva pensata per i Blu-Ray della Sony, McG, regista di Terminator Salvation, affermò che avrebbe diretto anche i prossimi due film della serie; ma dopo che la Halcyon mise sul mercato i diritti del franchise di Terminator, il suo contratto venne cestinato. Quando la Universal Pictures si interessò nel 2011 ad acquistare i diritti, era intenzionata a sviluppare il progetto col regista Justin Lin. Anche se non ufficialmente designato dalla Annapurna Pictures, il suo nome è rimasto collegato alla pellicola per oltre un anno e mezzo ma poi ha dovuto abbandonare il progetto per dirigere Fast & Furious 6 e perché non sarebbe stato coinvolto nella lavorazione del nuovo script. Voci non confermate nel giugno 2013 affermavano che Megan Ellison aveva provato a chiedere a Kathryn Bigelow di dirigere il film ma quest'ultima ha rifiutato l'incarico. In base a fonti interne della produzione Variety annuncia in settembre la notizia che Alan Taylor era in trattative per dirigere il film. In un primo momento era stato contattato Ang Lee ma la produzione non riuscì a ottenere l'accordo col regista taiwanese (che in passato aveva rifiutato anche la regia di Terminator 3 - Le macchine ribelli). Per il ruolo di regista erano stati presi inoltre in considerazione anche Rian Johnson e Denis Villeneuve. Ufficializzato regista in dicembre, Alan Taylor aveva dichiarato nei mesi precedenti che non avrebbe diretto il film senza il coinvolgimento di Arnold Schwarzenegger.

### Cast
Anche se Arnold Schwarzenegger si è unito al progetto fin dall'aprile 2011, l'ufficialità della sua partecipazione nel film è stata tenuta sotto stretto riserbo per oltre due anni, quando nel giugno 2013 lo stesso attore ha confermato che avrebbe fatto parte del cast. Sempre in giugno il giornale WWE Examiner asserì che Dwayne Johnson era nel mirino dei produttori per un possibile coinvolgimento nella pellicola. Secondo quanto riportato dall'Hollywood Reporter e Variety a novembre la Paramount aveva selezionato un gruppo ristretto di giovani attori che comprendeva Emilia Clarke, Brie Larson, Margot Robbie e Tatiana Maslany per il ruolo di Sarah Connor e Boyd Holbrook, Garrett Hedlund, Taylor Kitsch e Nicholas Hoult per il ruolo di Kyle Reese. Nei primi giorni di dicembre Alan Taylor e i vari studi coinvolti, ridussero la shortlist del ruolo femminile a Emilia Clarke e Brie Larson.
Quanto al ruolo di John Connor, l'attore favorito di Alan Taylor a cui farlo impersonare era Tom Hardy, ma alla fine è stato scelto Jason Clarke, entrato in trattative l'11 dicembre. Già data per favorita in virtù delle precedenti esperienze lavorative condivise col regista nella serie televisiva Il Trono di Spade, Emilia Clarke è stata confermata nel ruolo di Sarah Connor il 13 dicembre. Per l'ultimo ruolo principale (Kyle Reese) la Paramount aveva inizialmente adocchiato per i test per questo ruolo degli attori come Nicholas Hoult e Garrett Hedlund, ma entrambi hanno rifiutato di leggere la parte. Così lo studio decise di fissare nuovi provini per metà gennaio 2014, ai quali parteciparono gli attori Jai Courtney, Boyd Holbrook, Wilson Bethel, Sam Reid e Tom Cocquerel. Dopo essere arrivati il mese successivo a una short list di due soli candidati: Boyd Holbrook e Jai Courtney, quest'ultimo si è aggiudicato la parte di Kyle Reese. A marzo vennero scritturati J. K. Simmons e Dayo Okeniyi, il primo nel ruolo di un detective alcolizzato, il secondo nei panni del figlio di Myles Dyson
. A fine marzo il cast continuò a crescere con l'ingaggio di Lee Byung-hun in un ruolo chiave non specificato rivelatosi poi nel primo trailer ufficiale quello del nuovo T-1000, più Michael Gladis e Sandrine Holt in ruoli da comprimari. Il 2 maggio la produzione assegna a Matt Smith una parte che acquisirà sempre maggiore importanza nei futuri sequel; il casting termina il 10 luglio assumendo a riprese inoltrate Douglas Smith in un ruolo non svelato.

### Riprese
La lavorazione si svolse tra la primavera e l'estate del 2014; la data d'inizio riprese fu stabilita al 21 aprile, con location principali a New Orleans, in Louisiana. Successivamente le riprese si spostarono in California, a San Francisco e Los Angeles. Le prime immagini dal set vennero rese note dal Daily Mail il 6 giugno. Dal 28 al 30 luglio la troupe si trasferì nella sede della Oracle Corporation, società il cui amministratore delegato non è altro che Larry Ellison, il padre dei produttori Megan e David. Le location sono state usate per ricreare la Cyberdyne Systems Corporation, l'azienda all'origine di Skynet. Il 6 agosto Arnold Schwarzenegger ha annunciato la fine delle riprese ringraziando il cast artistico e tecnico per il lavoro svolto.

## Promozione
Grazie alla rivista Entertainment Weekly che ha dedicato due cover a Terminator: Genisys, il 29 ottobre 2014 è cominciata la promozione del film, pubblicando diverse foto dei protagonisti con gli abiti di scena e anticipando nuovi dettagli riguardanti la trama. Il 2 dicembre Paramount e Skydance Productions hanno lanciato il sito ufficiale del film con un countdown per il trailer (che si concluderà il 4 dicembre alle ore 22:00) accompagnato da un teaser poster animato che rivela il classico endoscheletro del T-800 raffigurato come un monolite fatiscente, sullo sfondo del tema musicale del franchise composto da Brad Fiedel. Il 3 dicembre la Paramount ha pubblicato sul web uno short trailer di 15 secondi con le prime scene del film. Il trailer ufficiale di Terminator Genisys è stato presentato in anteprima mondiale al panel della Paramount al Comic Con Experience di San Paolo in Brasile.

## Distribuzione
Il film è stato proiettato in anteprima a Berlino il 21 giugno 2015. Inizialmente prevista per il 26 giugno del 2015, la data di uscita nei cinema statunitensi è stata poi posticipata di una settimana, venendo così distribuito dalla Paramount Pictures il successivo 1º luglio anche in RealD 3D e IMAX 3D. Terminator: Genesis era il titolo di lavorazione scelto per il film, ma al termine delle riprese è stato cambiato in Terminator: Genisys. La Paramount Pictures ha confermato che il cambiamento è rilevante ai fini della trama. Il film è stato distribuito nei cinema italiani dalla Universal Pictures il 9 luglio.

## Accoglienza
Terminator Genisys ha generalmente ricevuto recensioni e giudizi negativi. Il ritorno di Schwarzenegger nella serie è stato apprezzato, ma la trama e il viaggio nel tempo sono stati criticati per essere confusionari e contorti. Su Rotten Tomatoes il film ha solo il 26% di critica positiva, con il commento: "Impantanato nella sua mitologia confusa, Terminator: Genisys è uno pneumatico di scorta barcollante che manca della profondità tematica, dell'intelligenza concettuale e delle emozioni visive che avevano lanciato questa serie un tempo potente".
Joe Morgenstern del The Wall Street Journal stroncò il film scrivendo che: "Terminator Genisys cerca di spremere il sangue da un cadavere, viene fuori come il peggiore di tutti i risultati". Michael Phillips del Chicago Tribune criticò l'inoriginalità del film affermando: "Sono solo affari, e affari smorti".
Todd McCarthy del The Hollywood Reporter scrisse che il film "Spende metà del suo tempo a mostrare dei personaggi cyborg impossibili da uccidere che vengono colpiti per poi guarire prontamente e l'altra metà nel cercare di spiegare una trama che riscrive l'intera serie".
In patria, ossia negli Stati Uniti, il film si è rivelato un flop: in 80 giorni di programmazione nelle sale ha incassato 90 milioni di dollari scarsi (circa il 58% del costo di produzione), ma a livello mondiale ne ha incassati 440. Dato il suo budget di produzione di 155 milioni e i 50-100 milioni stimati per il marketing, Bloomberg Businessweek ha sostenuto che il film avrebbe dovuto incassare almeno 450 milioni per andare in pari. Un grande contributo è stato dato dagli incassi in Cina, l'ultimo paese in cui il film è uscito, a partire dal 23 agosto.

## Riconoscimenti
- 2015 - Teen Choice Awards[61]
  - Candidatura per il miglior film dell'estate
  - Candidatura per la miglior attrice dell'estate a Emilia Clarke